# Seleanin, Sofia
Seleanin (în bulgară Селянин) este un sat în comuna Ihtiman, regiunea Sofia,  Bulgaria. 

## Demografie
Componența etnică a satului Seleanin
     Bulgari (100%)
     Nicio identificare (0%)
     Altele (0%)
La recensământul din 2011, populația satului Seleanin era de 7 locuitori. Din punct de vedere etnic, toți locuitorii erau bulgari.